# Dobříč, Praha-západ
Dobříč là một làng thuộc huyện Praha-západ, vùng Středočeský, Cộng hòa Séc.